# Anthophora hirtiventris
Anthophora hirtiventris är en biart som beskrevs av Heinrich Friese 1911. Anthophora hirtiventris ingår i släktet pälsbin, och familjen långtungebin. Inga underarter finns listade i Catalogue of Life.